# Quaderno proibito (miniserie televisiva)
Quaderno proibito è uno sceneggiato televisivo trasmesso dalla Rai nel 1980 con Omero Antonutti, Lea Massari e Andrea Occhipinti. Diretto da Marco Leto.

## Trama
Ispirato all’omonimo romanzo di Alba De Céspedes, lo sceneggiato narra di Valeria Cossati, donna della piccola borghesia romana. Ambientata agli inizi degli Anni Cinquanta, la vicenda racconta la storia di questa donna, proveniente da una famiglia un tempo molto benestante, ora caduta in disgrazia. Valeria è sposata con Michele, uomo molto buono ma dal temperamento estremamente fragile che non sa imporsi sui figli, Mirella e Riccardo, ormai ventenni. I due figli frequentano l’università e Valeria, oltre a svolgere il duro lavoro della casalinga a tempo pieno, per contribuire al sostentamento della famiglia, lavora anche come impiegata presso lo studio di un ricco imprenditore della città. Il marito Michele è un modesto impiegato di banca, la cui carriera fatica a decollare, rendendolo sempre più insoddisfatto e introverso. I due figli non risparmiano preoccupazioni alla donna: Mirella, che rivendica la sua indipendenza e rinfaccia alla madre di essere troppo succube di un sistema sociale sbagliato, frequenta un uomo molto più grande di lei, un avvocato di oltre trent’anni che la ragazza non vuole presentare ai genitori; Riccardo sogna invece di emigrare in Argentina non appena laureato e, nel frattempo, frequenta una ragazza molto povera ed eccessivamente introversa, tale Marina. Valeria, che ormai da anni è da tutti chiamata “mammà”, un giorno, presa da un inspiegabile impulso, compera un quaderno in una tabaccheria del centro; da quel giorno, affiderà a quell’oggetto i suoi pensieri e le sue riflessioni. Mentre scrive torna a essere Valeria e non più “mammà” e, senza nemmeno accorgersene, favorisce l’emergere di pensieri e considerazioni che la riportano a essere un individuo pensante, con proprie opinioni e posizioni importanti, e non solo una casalinga, una moglie e una madre anonima. Senza volerlo, dà vita a una opera importante, emblema della condizione sociale del tempo: quel quaderno finirà con il costituire uno strumento capace di scuotere le coscienze e Valeria se ne accorgerà prima di completarne le pagine.

## Descrizione
Questo teleromanzo è composto da quattro puntate, che vennero trasmesse in prima visione dal 22 maggio 1980 al 30 maggio 1980 sulla seconda rete della Rai, che all'epoca si chiamava Rete Due.